# 和嘉控股
和嘉控股有限公司（港交所：0704）前稱和嘉資源控股, 於一九九一年五月二十七日在港交所上市，股票代號為704。公司業務涵蓋煉煤焦化業務，煤炭相關附屬業務包括洗煤、發電、運輸服務及取暖熱能生產，以及煤炭貿易業務。

## 業務發展
2018年12月，和嘉資源宣佈已和山西金岩能源科技定下一份沒有法律約束力的備忘錄，可能收購該公司不多於30%的股份。

## 連結
- 和嘉控股有限公司（页面存档备份，存于）